# Soungoutou Magassa
Soungoutou Magassa (Stains, 8 ottobre 2003) è un calciatore francese, difensore del Monaco e della nazionale Under-21 francese.

## Caratteristiche tecniche
Descritto come centrocampista box-to-box, Magassa può giocare sia da centrocampista difensivo sia da difensore centrale. Bravo con entrambi i piedi, è un giocatore bravo a riconquistare la palla e a trovare buone linee di passaggio.

## Carriera

### Club
Soungoutou Magassa è nato a Stains ed ha giocato a calcio per molte squadre locali prima di unirsi all'academy del Monaco nel 2018.
Ha firmato il suo primo contratto professionistico con il Monaco nell'aprile 2021, scegliendoli rispetto ad altri club di alto profilo tra cui Roma e Milan. Ha fatto il suo debutto professionale con il Monaco il 2 gennaio 2022 rimpiazzando Wissam Ben Yedder durante una vittoria per 3-1 in Coppa di Francia contro il Quevilly-Rouen ai sedicesimi di finale.

### Nazionale
Di origine maliana, Magassa è eleggibile sia per la nazionale francese sia per quella maliana. È stato convocato dalla nazionale francese U20 per il Campionato mondiale di calcio Under-20 2023.

## Statistiche

### Presenze e reti nei club
Statistiche aggiornate al 13 maggio 2025.
| Stagione        | Squadra         | Campionato      | Campionato | Campionato | Coppe nazionali | Coppe nazionali | Coppe nazionali | Coppe continentali | Coppe continentali | Coppe continentali | Altre coppe | Altre coppe | Altre coppe | Totale | Totale | Totale |
| Stagione        | Squadra         | Comp            | Pres       | Reti       | Comp            | Pres            | Reti            | Comp               | Pres               | Reti               | Comp        | Pres        | Reti        | Pres   | Reti   |        |
| --------------- | --------------- | --------------- | ---------- | ---------- | --------------- | --------------- | --------------- | ------------------ | ------------------ | ------------------ | ----------- | ----------- | ----------- | ------ | ------ | ------ |
| 2021-2022       | Monaco 2        | CN2             | 21         | 1          | -               | -               | -               | -                  | -                  | -                  | -           | -           | -           | 21     | 1      |        |
| 2021-2022       | Monaco          | L1              | 0          | 0          | CF              | 1               | 0               | -                  | -                  | -                  | -           | -           | -           | 1      | 0      |        |
| 2022-2023       | Monaco          | L1              | 2          | 0          | CF              | 1               | 0               | UCL+UEL            | 0                  | 0                  | -           | -           | -           | 3      | 0      |        |
| 2023-2024       | Monaco          | L1              | 21         | 0          | CF              | 1               | 0               | -                  | -                  | -                  | -           | -           | -           | 22     | 0      |        |
| 2024-2025       | Monaco          | L1              | 20         | 0          | CF              | 2               | 0               | UCL                | 7                  | 1                  | SF          | 1           | 0           | 30     | 1      |        |
| Totale Monaco   | Totale Monaco   | Totale Monaco   | 43         | 0          |                 | 5               | 0               |                    | 7                  | 1                  |             | 1           | 0           | 56     | 1      |        |
| Totale carriera | Totale carriera | Totale carriera | 64         | 1          |                 | 5               | 0               |                    | 7                  | 1                  |             | 1           | 0           | 77     | 2      |        |